# جسر تيميرنيتسكي
جسر تيميرنيتسكي، هو جسر الذي يقع في مدينة روستوف على نهر الدون، يعبر نهر دون المتواجد في روسيا. تم بناء الجسر بين عامي 2007 و 2010 من قبل المهندس إفريموشكين. سمي الجسر في 17 مارس 2011 باسم النهر الذي يحمل نفس الاسم، تيميرنيك.  

## وصف
تبلغ قدرته الجسر تيميرنيتسكي حوالي 60000 سيارة في اليوم، ويعتبر بديلاً عن جسر جسر فوروشيلوفسكي الذي تبلغ قدرته حوالي 46000 سيارة في اليوم. يرتبط الجسر بالطريق السريع M4 «دون» ، والذي يمتد من روستوف علي نهر الدون الذاهبة إلى كراسنودار و ستافروبول و باتايسك و آزوف. ولكن بسبب عدم وجود تسير المرور، فإن عبء النقل على الجسر منخفض. 

## تاريخ
تم بناء الجسر بوتيرة متسارعة، والسبب يعود إلي بحالة الطوارئ لجسر فوروشيلوفسكي ، الذي افتتح منذ 23 يونيو 2008 ، والذي وفر عددًا محدودًا من من عدد السيارات المارة في اليوم.
في عام 2014 ، بسبب احتمال انهيار جسر فوروشيلوفسكي، قررت إدارة المدينة منع المرور على هذا الجسر إلى المدينة وتحريك الشحنة الرئيسية إلى جسر تيميرنيتسكي.